# Ратас, Юри
Ю́ри Ра́тас (эст. Jüri Ratas; род. 2 июля 1978, Таллин, Эстонская ССР, СССР) — эстонский государственный и политический деятель, член партии «Отечество». Занимал пост председателя Центристской партии Эстонии с 5 ноября 2016 года по 10 сентября 2023. Второй вице-спикер Рийгикогу с 10 апреля 2023 года. В прошлом — спикер Рийгикогу (2021—2023), премьер-министр Эстонии (2016—2021), вице-спикер Рийгикогу (2007—2016), мэр Таллина (2005—2007).

## Биография
Родился 2 июля 1978 года в Таллине. Отец — Рейн Ратас (1938—2022), известный эстонский биолог, активист в области охраны природы, долгое время был депутатом Рийгикогу, мать — географ Урве Ратас (род. 1940).
В 2002 году окончил Таллинский технический университет, получил степень магистра экономики. В 2005 году окончил институт права Тартуского университета, бакалавр правоведения. Мэр Таллина с ноября 2005 по март 2007 года. Занимал пост вице-мэра с апреля 2003 по октябрь 2004 и с марта 2005 по ноябрь 2005 года. С 5 ноября 2016 года председатель Центристской партии Эстонии.

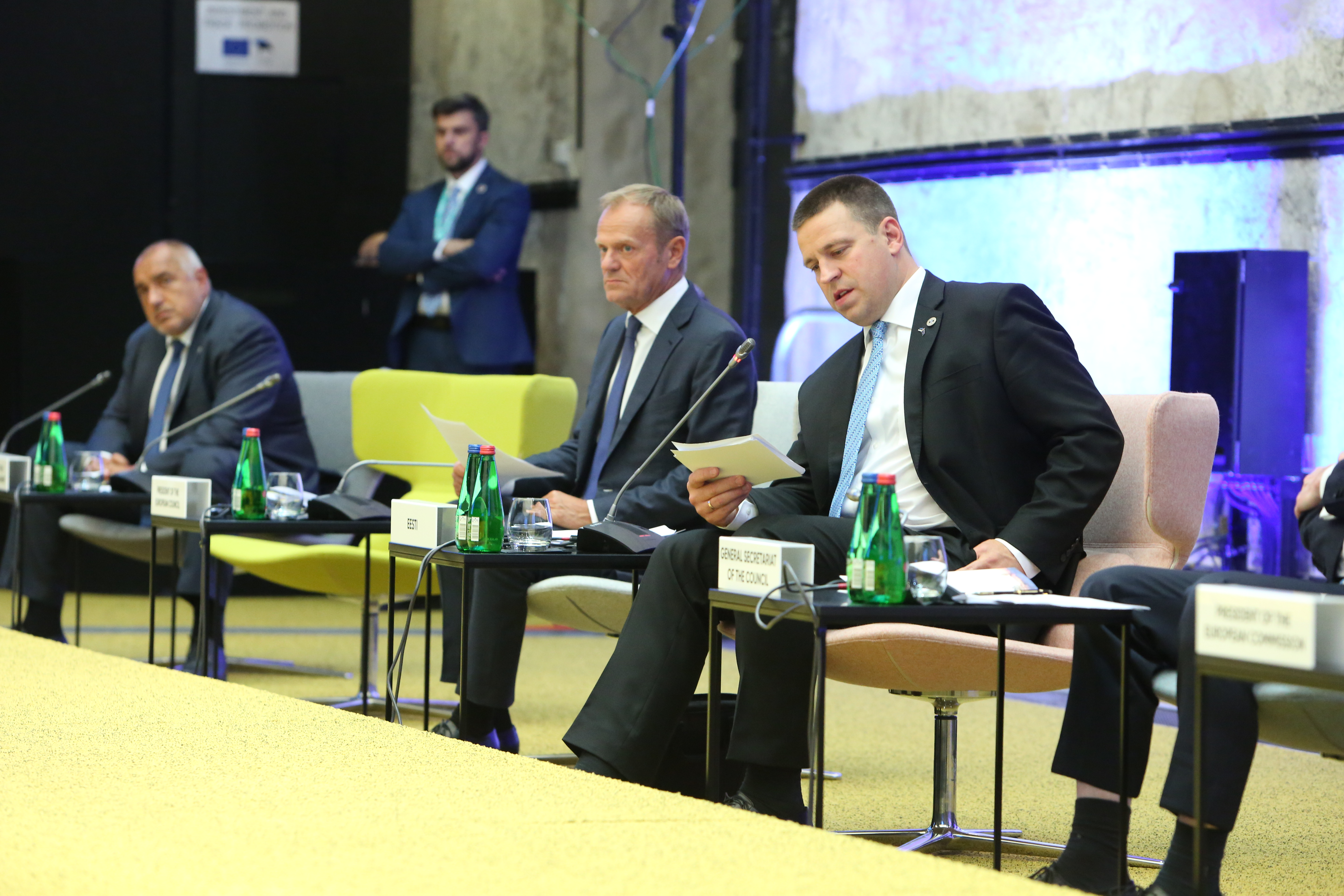
Юри Ратас на дигитальном саммите в Таллине

В начале ноября 2016 года был вынесен вотум недоверия правительству Таави Рыйваса, после ряда консультаций эстонский Рийгикогу 23 ноября утвердил новым главой правительства Юри Ратаса.
13 января 2021 года Ратас подал в отставку после обвинений в коррупции, предъявленных членам Центристской партии, по делу фирмы «Porto Franco».
18 марта 2021 года был избран председателем Рийгикогу, его кандидатуру поддержали 63 депутата Рийгикогу.
После парламентских выборов 2023 года, 10 апреля избран вторым вице-спикером Рийгикогу XV созыва.
29 января 2024 года Юри Ратас покинул ряды Центристской партии, где пробыл 24 года и вступил в партию «Отечество». На очередных выборах в Европарламент в 2024 году в Эстонии набрал 33 622 голосов и получил мандат на депутатство.

## Личное
Владеет английским языком на среднем уровне, русским и шведским на начальном уровне, в свободное время занимается изучением португальского языка. Его хобби игра в шахматы, чтение, путешествие на лошадях.

## Личная жизнь
Женат на Карин Ратас, воспитывает четверых детей: дочка Мариель, сыновья Оливер Юри, Робин Роджер и Хольгер.

## Награды
Награды иностранных государств
| Страна     | Дата вручения     | Награда                                                         | Награда                                                         | Литеры |
| ---------- | ----------------- | --------------------------------------------------------------- | --------------------------------------------------------------- | ------ |
| Нидерланды | 12 июня 2018 —    | Кавалер Большого креста ордена Оранских-Нассау                  | Кавалер Большого креста ордена Оранских-Нассау                  |        |
| Италия     | 14 января 2019 —  | Большой крест ордена «За заслуги перед Итальянской Республикой» | Большой крест ордена «За заслуги перед Итальянской Республикой» |        |
| Латвия     | 8 апреля 2019 —   | Гранд-офицер ордена Трёх звёзд                                  | Гранд-офицер ордена Трёх звёзд                                  |        |
| Румыния    | 14 июня 2021 —    | Большой крест ордена Звезды Румынии                             | Большой крест ордена Звезды Румынии                             |        |
| Украина    | 21 октября 2022 — | Орден князя Ярослава Мудрого II степени                         | Орден князя Ярослава Мудрого II степени                         |        |
| Украина    | 14 декабря 2022 — | Почётная грамота Верховной рады Украины                         | Почётная грамота Верховной рады Украины                         |        |

Награды Эстонии
| Страна  | Дата   | Награда                                                 | Награда                                                 | Литеры |
| ------- | ------ | ------------------------------------------------------- | ------------------------------------------------------- | ------ |
| Эстония | 2021 — | Кавалер ордена Государственного герба 2 класса          | Кавалер ордена Государственного герба 2 класса          |        |
| Эстония | 2021 — | Крест «За заслуги» Министерства иностранных дел Эстонии | Крест «За заслуги» Министерства иностранных дел Эстонии |        |
| Эстония | 2021 — | Медаль Эстонского олимпийского комитета                 | Медаль Эстонского олимпийского комитета                 |        |

- Медаль Балтийской ассамблеи (2011)[26]